# Rothmannia macromera
Rothmannia macromera är en måreväxtart som först beskrevs av Carl Karl Adolf Georg Lauterbach och Karl Moritz Schumann, och fick sitt nu gällande namn av Folke Fagerlind. Rothmannia macromera ingår i släktet Rothmannia och familjen måreväxter. Inga underarter finns listade i Catalogue of Life.